# Tetragnatha marginata
Tetragnatha marginata är en spindelart som först beskrevs av Tord Tamerlan Teodor Thorell 1890.  Tetragnatha marginata ingår i släktet sträckkäkspindlar, och familjen käkspindlar. Inga underarter finns listade i Catalogue of Life.